# Rodrigo Díaz de Vivar
Rodrigo Díaz de Vivar (Vivar (bij Burgos), 1040 – Valencia, 10 juli 1099) was een Spaanse ridder, beter bekend onder zijn bijnaam El Cid Campeador of kortweg El Cid. Cid is de Spaanse verbastering van sayyid (Arabisch voor 'heer'). Beide titels getuigen van respect van zowel Moorse als christelijke kant. El Cid is dan ook een bekende Spaanse nationale held en de belichaming van ridderlijkheid en deugd. De toeristische autoroute Camino del Cid volgt zijn parcours.

## Jeugd
Hij groeide op in het huisgezin van de toekomstige koning, Sancho II van Castilië en kende prins Sancho, de oudste zoon van koning Ferdinand I, heel goed. Vermoedelijk waren ze goede vrienden.
Tijdens de slag bij Graus in 1063 verdiende Rodrigo zijn bijnaam Campeador door in een tweegevecht een vijandige ridder te verslaan.
Na de dood van koning Ferdinand I werd het koninkrijk onder zijn vijf kinderen verdeeld. Sancho kreeg Castilië, Alfonso werd koning van León, Garcia kreeg Galicië, Urraca kreeg Zamora en Elvira kreeg Toro.
Toen prins Sancho in 1065 koning Sancho II van Castilië werd, maakte hij Rodrigo alférez of opperbevelhebber van de koninklijke legers. Sancho wilde dat het koninkrijk verenigd zou blijven en Rodrigo steunde hem daar in. Dankzij deze steun kon Sancho beginnen met de verovering van de gebieden die aan zijn broers en zuster waren toegewezen. Alfonso werd verpletterend verslagen en moest naar Marokko vluchten. De andere kinderen van Ferdinand I waren geen partij voor Sancho en Rodrigo. In 1072 echter werd Sancho zelf op een verraderlijke manier vermoord. Voor zijn broer Alfonso was nu de weg vrij om koning van Castilië en koning van León te worden.

## El Cid en koning Alfonso
Maar El Cid, als woordvoerder van de Castiliaanse edelen, beschuldigde Alfonso van de deelname aan de moord op zijn broer Sancho. Om koning te kunnen worden moest Alfonso drie keer zweren dat hij onschuldig was. Hij deed dit in Burgos bij het kruis voor de ingang van de kerk Santa Gadea, bij de kerkdeur en op de altaarbijbel. Dat was een vernedering die de jonge koning maar moeilijk kon vergeten. Hij had echter de steun van El Cid en de andere getrouwen van zijn broer nodig. Na zijn kroning als Alfons VI van Castilië hield hij El Cid daarom in de koninklijke dienst en gaf hem zijn verwante Jimena als vrouw in 1074.
In 1076 werd El Cid naar Sevilla gestuurd om de schatting van de plaatselijke heerser te innen. In 1079 raakte hij in de buurt van Sevilla slaags met García Ordóñez, die hem verdrongen had als opperbevelhebber en die hij als zijn vijand beschouwde. El Cid versloeg het grote leger en nam zijn opvolger gevangen. In 1081 leidde hij een onbevoegde militaire overval op Toledo, een Moors koninkrijk dat onder de bescherming van Alfonso stond. Bij terugkeer werd hij ten slotte er ook nog van beschuldigd goederen die voor de koning bestemd waren voor zichzelf gehouden te hebben.
Dat was de kans waar Alfonso op gewacht had. El Cid werd onterfd en verbannen. Hij moest als huursoldaat zijn diensten aan enkele Moorse koningen aanbieden. Hij bleef in naam loyaal aan Alfonso, ondanks de weigering van de koning om hem te vergeven.
Maar in de praktijk diende Rodrigo de koningen van Zaragoza Al-Mu'tamin en zijn opvolger, Al-Musta'in II, bijna een decennium. Hij was succesvol tegen de Moorse koning van Lérida en diens christelijke bondgenoten, evenals tegen een groot christelijk leger onder koning Sancho I van Aragón.

## De verovering van Valencia en zijn dood
In 1090 hield Rodrigo, met ondersteuning van de koningen van Zaragoza en Aragón, een invasie van de Almoraviden in oostelijk Spanje tegen. Alfonso was een aantal jaren daarvoor minder gelukkig geweest en had in 1086 bij de Slag bij Zallaqa een verpletterende nederlaag geleden tegen dezelfde Almoraviden onder leiding van Youssef ibn Tischfin. En de schuldige daarvan was volgens Alfonso natuurlijk Rodrigo, die hem had moeten helpen in plaats van zijn eigen roem na te jagen. Om onduidelijke redenen kwam El Cid destijds te laat voor de veldslag.
Rodrigo op zijn beurt zal het gedrag van de koning bij de slag als volstrekt eerloos beschouwd hebben. Er was een driedaags bestand van vrijdag tot en met zondag afgesloten om de rustdagen van moslims, joden en christenen te respecteren. Alfonso viel in strijd met de afspraak aan op vrijdag, de rustdag van de moslims. Dat Alfonso de slag toch verloor moet voor Rodrigo dan ook terecht zijn geweest. Als de koning zich aan zijn woord had gehouden en had gewacht had hij met hulp van Rodrigo op een ridderlijke manier kunnen winnen.
De koning kon niet anders dan El Cid van ballingschap terugroepen. Maar hoewel zijn aanwezigheid aan het hof van Alfonso in juli 1087 gedocumenteerd is, was Rodrigo alweer snel terug in Zaragoza.
Na zijn overwinning op de Almoraviden, begon El Cid een lange, complexe politieke campagne om controle over het rijke Moorse koninkrijk Valencia te verwerven.
Hij wist de heerser van Valencia, Al-Qadir, onder zijn invloed te brengen. In 1092 brak in oktober te Valencia een opstand uit die tot de dood van Al-Qadir leidde. De opstand was georganiseerd door de Almoraviden en Ibn Jahhaf, de opperrechter van de stad, die zo Valencia onder hun controle wisten te brengen.
In november 1092 begon El Cid met zijn troepen als reactie hierop aan de belegering van Valencia. In 1094 veroverde hij de stad en omgeving en bood het veroverde gebied aan Alfonso aan.
El Cid was nu vorst van Valencia, waar hij zogezegd in naam van koning Alfonso regeerde, maar in feite een onafhankelijke staat had gesticht. Hij regeerde daar tot zijn dood op 10 juli van 1099. Zijn weduwe Jimena zette zijn bewind voort, maar in 1102 moest zij Valencia aan de Almoraviden overgeven. Ze liet het lichaam van EL Cid begraven in het klooster van San Pedro de Cardeña. Later werd hij overgebracht naar de kathedraal van Burgos, waar hij naast Jimena rust.
El Cid werd al snel de nationale held van Spanje. Koning Filips II van Spanje deed in de zestiende eeuw pogingen om hem heilig te verklaren. De paus wilde daar niet op ingaan, onder meer vanwege zijn soms brutaal gedrag en zijn opportunistische houding tegenover de moslims.

## Tizona
Een van de zwaarden van El Cid met de naam "La Tizona" is bewaard gebleven en is vermoedelijk in Córdoba gemaakt. Het zwaard werd tot 2006 tentoongesteld in het legermuseum in Madrid, en vervolgens in 2007 voor 1,6 miljoen euro gekocht door een regionale instelling. Bij die gelegenheid werd door historici de authenticiteit van het stuk sterk in twijfel getrokken. Het is sindsdien in Burgos tentoongesteld, dicht bij het graf van Rodrigo. Hij deed zijn bijnaam Campeador eer aan door tijdens een veldslag de Moorse aanvoerder (Malik Bucar) eigenhandig te verslaan en hem het zwaard af te nemen. Er is ook een tweede zwaard aan hem toegeschreven, "La Colada".

## Te mooi om waar te zijn
Over El Cid doen veel verhalen de ronde, niet altijd is duidelijk welke waar zijn en welke verzinsel, maar dat de ridder ook al bij leven een figuur was die tot de verbeelding sprak wordt er wel door geïllustreerd. Ook blijkt uit de verhalen dat El Cid klaarblijkelijk een meester was in de psychologische oorlogvoering en het bluffen.
Een verhaal luidt: El Cid moest met 1000 cavaleristen (ridders dus) door een gevaarlijke bergpas nabij Zaragoza. Veel van de Spaanse ridders waren gesneuveld in een hinderlaag door Moorse boogschutters. Maar El Cid en zijn 400 overgebleven ridders stormden op hun vijanden af en versloegen 300 Moorse boogschutters. Toen bleek dat er bij de Moorse boogschutters nog 3000 hulptroepen te voet waren. De Spaanse ridders maakten hen bijna allemaal af en de overlevenden vluchtten. Men beweerde dat El Cid in zijn eentje meer dan 300 Moren doodde.
El Cid had een aantal volgelingen die betaald moest worden; zeker in de beginperiode na zijn verbanning was dat een probleem. Om zijn soldaten te kunnen betalen bezocht hij, met een grote kist, een prominente geldschieter. El Cid stelde zich op een buitengewoon vriendelijke manier voor en vertelde wat hij deed (de financier wist dit maar al te goed) en hoe hij aan zijn zwaard was gekomen (ook dat was wijd en zijd bekend). De financier kreeg een werkelijk genereus aanbod: hij zou het benodigde geld aan El Cid mogen lenen. Als onderpand bood El Cid de kist, die volgens hem vol zat met goudgeel slijk der aarde. De kist was echter op slot en hij had de sleutel verloren. Maar El Cid gaf zijn woord dat hij het geld met rente zou terugbetalen. Daarop leende de financier het geld. Toen El Cid weg was, zette hij de kist weg en schreef het geld als verloren af. Op de afgesproken dag kwam El Cid weer op bezoek en betaalde het geld met rente terug. Nu werd het de financier te machtig. Hij wilde weten wat zich in de kist bevond. El Cid opende de kist en zei: “Ziehier goudgeel slijk der aarde: duinzand”. De kist hangt nu in de kathedraal van Burgos, in de buurt van zijn graf.
De legende over de dood van El Cid is bijna zeker fictief maar wel aangrijpend. Dodelijk gewond na de eerste dag van een beslissende slag wordt hij bij de hervatting van de slag op de tweede dag vastgebonden op zijn paard. Dit werd gedaan om de soldaten niet te ontmoedigen. Als de dood gewaande maar blijkbaar onkwetsbare El Cid op zijn schimmel op hen afrijdt onder het gejuich van zijn soldaten slaan de vijanden op de vlucht. Wat kun je anders doen voor iemand die niet gedood kan worden. Vermoedelijk stierf El Cid in zijn bed een natuurlijke dood.
De peetoom van El Cid had hem beloofd dat hij op de dag dat hij volwassen zou worden een paard uit zou mogen kiezen uit diens kudde. El Cid koos een onhandelbaar paard, dat zich door niemand liet berijden. De reactie van zijn peetoom was: “Babieca” ofwel “Dwaas”. Uit diverse historische documenten blijkt dat El Cid een paard had dat Babieca heette.
Volgens een ander verhaal was het de wens van El Cid dat het paard naast hem begraven zou worden. Na de dood van El Cid liet het paard zich door niemand meer berijden. Het stierf twee jaar later op de voor een paard ongelooflijke leeftijd van veertig jaar. Het paard is overigens niet in de kathedraal van Burgos begraven waar het graf van El Cid en zijn vrouw zich nu bevindt.

## Poema del Cid

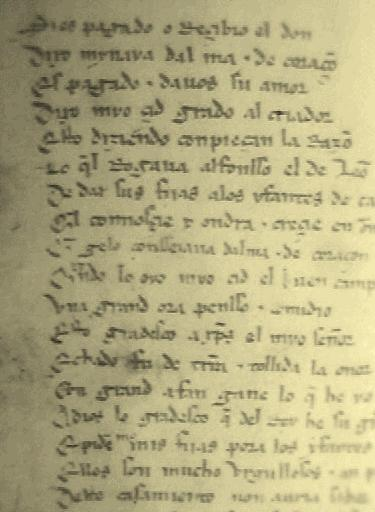
Pagina uit het originele handschrift van de El Cantar del Mío Cíd in de Spaanse Nationale Bibliotheek

Na zijn dood zijn de daden van Rodrigo vereeuwigd in het heldendicht Poema del Cid of Cantar de Mio Cid. Dit gedicht dateert van vóór 1235. Daarnaast is er nog de Historia Roderici, die minder bekend is, maar in het Latijn een betrouwbaarder beeld van het leven van Rodrigo Díaz de Vivar geeft. Ten slotte is er door de Arabische historicus Ibn Alqamah een gedetailleerd, ooggetuigenverslag geschreven over het beleg van Valencia. In tegenstelling tot de twee voorgaande bronnen komen hier vooral de verschrikkingen van de oorlog naar voren.
Een sterk geromantiseerde figuur van El Cid werd het onderwerp voor talrijke gedichten, romans en toneelstukken. Het beroemdste toneelstuk was de Franse tragicomedie Le Cid van Pierre Corneille uit 1636. Hierop is de gelijknamige opera van Jules Massenet uit 1885 gebaseerd.
Hij was ook een dankbaar onderwerp voor film en televisie. De bekendste film is de Hollywoodprent El Cid uit 1961 van Anthony Mann met Charlton Heston in de titelrol en Sophia Loren als Jimena.

## Nakomelingen
Zijn dochter Cristina de Vivar trouwde een Castiliaanse prins. Nakomelingen uit deze verbintenis kwamen weer terecht in Franse en Britse koningshuizen en ook via Anna van Hannover in het Nederlandse koningshuis. Willem-Alexander is een directe nazaat van El Cid, al zitten er dan 32 generaties tussen.